# Istria (Constanța)
Istria ist eine Gemeinde im Kreis Constanța  in Rumänien nahe der Donaumündung ins Schwarze Meer.
Der Name leitet sich von der römischen Stadt Histria ab, deren Name sich wiederum aus dem römischen Namen für den Unterlauf der Donau (Hister bzw. Ister) ableitet.

## Geographie
Die Landschaft ist durch den Übergang zwischen Donau-Mündungsgebiet und Dobrudscha geprägt. Zum Gemeindegebiet gehört auch Nuntași. In unmittelbarer Nähe befindet sich die namensgebende historische Stätte Histria. Teile der Gemeinde gehören zum Biosphärenreservat Donaudelta.

## Demographie
Beim Zensus 2011 wohnten in Istria 2443 Menschen, von denen waren es 2352 Rumänen, sechs Tartaren und sonstiger Ethnien.

## Persönlichkeiten
- Marin Tufan (* 1942), Fußballspieler